# Митрополит цетињски Пахомије
Пахомије (рођен у Зачиру или у селу Комане?) био је митрополит цетињски, обновљене Пећке патријаршије, од 1568-1573 године.
Марко Драговић је објавио царски (турски, султанов) ферман у Старинама ЈАЗУ, из којег се види да је цетињски митрополит Пахомије у другој половини 16. вијека ишао у Цариград због заштите црквених рибњака. Цетињски манастир и манастир Ком су имали своје рибњаке у Горњем Блату. То језеро је више Жабљака Црнојевића, онда у турској области, и људи из околине су присвојили те манастирске рибњаке. Владика је добио тај царски ферман у корист манастира.